# Filotheos Skoufos
Filotheos Skoufos (griechisch Φιλόθεος Σκούφος; † 1685 in Zakynthos) war ein griechischer Mönch und Heiligenmaler des 17. Jahrhunderts.

## Leben
Skoufos wurde in Chania auf Kreta geboren. Er war Abt des Klosters Chrysopigis Kantanou (Χρυσοπηγής Καντάνου) in Kandanos. Im Kretischen Krieg von 1645 bis 1669 nahm er mit seinen Mönchen auf der Seite der Venezianer teil. Er bemühte sich an der Seite von Metropolit Athanasios Bellerianos, die Einwohner beim Widerstand zu unterstützen. Später floh er nach Venedig. Von 1665 an ist bezeugt, dass er in der Kirche Panagias Laurentainas in Zakynthos wirkte, die er renovierte.

## Werk
Man vermutet eine Zusammenarbeit mit Emmanouil Tzane. Oft stellte er ganze Szenen dar.
Man hat seine Unterschrift oft verwendet um den Wert fremder Bilder zu steigern. Beispiele dafür finden sich im Buch L'école crétoise von Alexandros Empirikos.

## Familie
Sein Onkel war der Gelehrte Franzikos Skoufos.